# Circuit d'Alger
Het Circuit d'Alger (ook: Boucle d’Alger) is een voormalige eendaagse wielerwedstrijd in Algerije die sinds 2011 jaarlijks in de hoofdstad Algiers wordt verreden. De wedstrijd maakte deel uit van de UCI Africa Tour, in de wedstrijdcategorie 1.2.

## Lijst van winnaars

### Meervoudige winnaars
Renners in het cursief gedrukt zijn renners die nu nog actief zijn.
| Overwinningen | Renner         | Land     | Jaren       |
| ------------- | -------------- | -------- | ----------- |
| 2             | Azzedine Lagab | Algerije | 2011 + 2014 |

### Overwinningen per land
| Overwinningen | Land                            |
| ------------- | ------------------------------- |
| 3             | Algerije                        |
| 1             | Denemarken, Griekenland, Spanje |